# کای لافون
کای لافون (انگلیسی: Ky Laffoon؛ ۲۳ دسامبر ۱۹۰۸ – ۱۷ مارس ۱۹۸۴) یک گلف‌باز بود.